# Body na palec
Body na palec (PPI) (nebo body na centimetr (PPCM)) je jednotka pro měření hustoty obrazových bodů (pixelů) různých druhů zařízení: typicky počítačových displejů, skenerů a obrazových senzorů digitálních fotoaparátů. K výpočtu je potřeba znát vertikální a horizontální rozlišení zařízení a úhlopříčku displeje (zařízení).
PPCM také vyjadřuje rozlišení obrázku v obrazových bodech v závislosti na rozměrech v jakých bude obrázek vytištěn. Tato jednotka nepoužívá čtvercové body. Např. obrázek, který má 100×100 bodů a je vytištěn ve velikosti 1 cm2 má rozlišení 100 bodů na centimetr (ppcm).

## Výpočet PPI
PPI lze spočítat, pokud je známá úhlopříčka displeje, šířka a délka stran v obrazových bodech (rozlišení v pixelech). Výpočet má dva kroky.
1. Spočítejte počet bodů na úhlopříčce pomocí Pythagorovy věty:
{\displaystyle d_{p}={\sqrt {w_{p}^{2}+h_{p}^{2}}}}
2. Spočítejte PPI:
{\displaystyle PPI={\frac {d_{p}}{d_{i}}}}
kde
- {\displaystyle d_{p}} je počet bodů na úhlopříčce
- {\displaystyle w_{p}} je šířka displeje v pixelech
- {\displaystyle h_{p}} je výška displeje v pixelech
- {\displaystyle d_{i}} úhlopříčka displeje v palcích